# 鬼ヶ島 (アルバム)
『鬼ヶ島』（おにがしま）は、1982年（昭和57年）6月21日にビクター音楽産業（現：JVCケンウッド・ビクターエンタテインメント）/Invitationから発売された平山みきの通算5作目のオリジナル・アルバムであり、近田春夫のプロデュース作品、ビブラトーンズの楽曲提供・編曲・演奏全面参加によるスタジオ・アルバム。

## 背景・概要
1981年（昭和56年）秋の「タレント廃業、ミュージシャン専念」宣言以来、近田春夫&ビブラトーンズ結成、アルバム『ミッドナイト・ピアニスト』（同年）を発表後の近田春夫が、翌1982年「筒美京平の秘蔵っ子」平山のアルバム・プロデュースを行った。
全作品の作詞を近田、全作品の編曲をビブラトーンズのギタリスト・窪田晴男、作曲は近田が4曲のほか、ビブラトーンズのパーカッショニスト・福岡ユタカが4曲、ギタリストの岡田陽助が2曲を担当。全楽曲の演奏はビブラトーンズが行った。
1979年（昭和54年）12月21日に発売された平山の前アルバム『魅嬉環劉嬲』は、全曲が1971年（昭和46年）の大ヒット曲『真夏の出来事』の橋本淳・筒美京平コンビによるものであっただけに、近田は「どのような方法をとっても比較されるし、同じ方法論をとっても比較される上に、平山に合う方法を発見する必要があった、それがテーマだった」という旨を、後のCD再発売の際のライナーノーツで当時を振り返っている。
近田春夫&ビブラトーンズ結成前、ビブラトーンズの前身・人種熱と近田とのアルバム『「悪魔と姫ぎみ」オリジナル・サウンド・トラック』（1981年）制作時に、「人種熱+近田春夫」のボーカルに青木美冴を迎えたように、ビブラトーンズに平山みきを迎えたような構えで本作は制作された。当時ビブラトーンズは日本コロムビアと契約していたため、クレジットは一部仮名。本作発売を前後して窪田はビブラトーンズを脱退、サエキけんぞうらとパール兄弟を結成した。
本作は、1991年（平成3年）6月21日、1995年（平成7年）3月24日（いずれもビクターエンタテインメント、2009年4月現在廃盤）、2008年（平成20年）3月3日（ブリッジ）の3度にわたりCD再発売された。

## クレジット
- プロデューサー Haruo Chikada （近田春夫）
- 参加メンバー VIBRA-TONES （ビブラトーンズ）
  - Kameo Yakabe （矢壁篤信、ドラムス・パーカッション）
  - Yohe Yano （矢野正道、キーボード・コーラス・パーカッション）
  - Yosuke Okabe （岡田陽助、ギター・コーラス・パーカッション・シンセサイザー）
  - Hideki Yokoyama （横山英規、ベース・コーラス・パーカッション）
  - Benzo Doi （福岡ユタカ、パーカッション・コーラス）
  - Haruo Kubota （窪田晴男、ギター・パーカッション）
- Yutaka Mogi （茂木由多加、コンピュータプログラミング）
- Joe String （JOE STRINGS、ストリングス）
- Junior Sky Mates （コーラス）

## 収録曲
全作詞：近田春夫　全編曲：窪田晴男

### Side A
1. ひろ子さん
  - 作曲：近田春夫
2. プールサイド・クラッシュ
  - 作曲：福岡ユタカ
3. 月影の渚
  - 作曲：福岡ユタカ
4. ドライマティニ
  - 作曲：福岡ユタカ
5. 蜃気楼の街
  - 作曲：岡田陽助

### Side B
1. よくあるはなし
  - 作曲：福岡ユタカ
2. おしゃべりルージュ
  - 作曲：近田春夫
3. 電子レンジ
  - 作曲：岡田陽助
4. 雨ふりはハートエイク
  - 作曲：近田春夫
5. 鬼ヶ島
  - 作曲：近田春夫

## 関連事項
- 1982年の音楽
- 近田春夫&ビブラトーンズ
- ソリッドレコード夢のアルバム